# 對戰公主
《對戰公主》是由qureate開發的一款Roguelike塔防遊戲，遊戲先後於任天堂Switch和DLsite等平台上發佈，後因過激的軟色情內容下架任天堂eShop。故事講述十名公主為了封印大魔王，互相征戰奪取對方身上能封印大魔王的圖紋。

## 遊戲內容
故事發生在一個奇幻世界，三個魔王將世界分割成三塊大陸，數百年後，其中一塊大陸上，兩名公主和勇者討伐了魔王，另外兩篇大陸的公主也受到鼓勵推翻了魔王。世界恢復和平不久，大魔王降臨，同時過去十名討伐魔王的公主身上出現了圖紋，並得知集齊圖紋可以封印大魔王。十名公主聚首商議封印事宜，定下通過互相鬥爭，由勝者獲得圖紋的方案。玩家在遊戲中可以扮演十名公主中任何一人開始遊戲，並以該名公主的視角討伐其他公主，最後集齊圖紋封印大魔王。《對戰公主》戰鬥部分採用橫向捲軸塔防遊戲的玩法，玩家和敵人據點在左右兩側，雙方可以召喚不同戰鬥單位進攻對方據點，毀滅對方據點即可獲勝。每個關卡有戰鬥事件，升級或獲取兵種和支線故事三類選項，戰鬥勝利後玩家隨機獲得不同兵種。在擊敗關卡的公主後，會有「懲戒儀式」，玩家要使用不同道具刺激落敗的公主，使其興奮起來，最終讓圖紋顯現並奪取。

## 登場角色
巴爾芭蕾（聲：桑原由氣）
偏遠小國，布爾弗雷國的公主。
嘉爾菈（聲：稻川英里）
十國中實力最雄厚的加爾姆柯利努國的公主。
多蘿西亞（聲：森永千才）
研究暗黑魔術的迪維恩波姆國公主。
艾蕾歐諾拉（聲：幸村惠理）
被叢林包圍的艾爾德霍普德國的公主。
芙莉妲
群島國家，夫利達斯立特國的公主。
葛蘭絲（聲：佐藤美由希）
冰封國度，古蘭德龐多國的公主。
希爾德（聲：西田望見）
沙漠綠洲之國，希爾修林格斯國的公主。
伊莉思（聲：咲谷怜奈）
以機械工程聞名的因捷布魯采爾國的公主。
亞里亞
qureate《Prison Princess》的女主角之一，阿立雅拉拉國的公主。
賽娜（聲：内村史子）
qureate《Prison Princess》的女主角之一，桑吉查德國的公主。

## 開發及發行
《對戰公主》是qureate於2021年10月25日改組成為artumph子公司後，公佈的四個開發專案之一。臼田裕次郎擔任遊戲製作人，乾和音負責角色設計，Linkedbrain Inc.負責劇情。專案公佈時，qureate預計遊戲在2022年初發行。2021年12月23日，qureate宣佈遊戲將在2022年1月13日登陸任天堂Switch。由於遊戲部分場景過分裸露，遊戲發行後CERO分級為D（適合17歲以上遊玩）。2022年1月24日，亞克系統亞洲分店表示將負責台灣地區的任天堂Switch中文實體版和數位版發行。同月26日，qureate在Twitter宣佈停止遊戲在任天堂eShop上發行。任天堂eShop日區最早下架，海外服隨後也下架。遊戲電腦版原定在Steam發佈，由於審查問題終止了發行計劃。同年2月4日，qureate在DLsite發佈了遊戲電腦版，同月7日，遊戲上架GOG.com。同月10月，遊戲登陸DMM GAMES。2023年2月7日，遊戲上架Epic Games商城。
遊戲的官方插畫集在2022年5月27日到6月26日展開預約，9月發售。

## 評價
由於qureate之前作品以大量殺必死內容聞名，《對戰公主》在任天堂eShop下架，更引起不少媒體猜測遊戲是因為過激的軟色情內容下架。Digitally Downloaded主編表示遊戲內的殺必死內容尺度之大，已經超出大部分人的接受範圍，是「赤裸裸的挑逗」。遊戲基地評論員也表示這些內容尺度「直逼日本遊戲D級的底線」。
遊戲玩法方面，Digitally Downloaded和遊戲基地均認為遊戲的戰鬥部分與《貓咪大戰爭》類似，遊戲基地評論員指出遊戲中可用兵種有著雖然有著「變化的潛力」，但是受限於關卡數量，玩家實際可用戰術有限。同時兵種之間平衡性不足，公主在戰鬥中施展的絕招均「實用性差異很大」。懲戒儀式部分玩法評價一般，遊戲基地評論員提到其互動性不足。批評戰鬥和軟色情內容過於割裂，軟色情內容沒有給戰鬥提供任何影響，甚至還阻礙了一些玩家接觸到遊戲。
遊戲的角色設計和美術都獲得正面評價，Digitally Downloaded和遊戲基地都稱讚美術精美，遊戲基地評論員稱讚「十位公主類型各有不同」，總有一個符合玩家審美。直言他從沒想過這些內容會出現在遊戲主機上，對於偏好這些內容的玩家來說，遊戲的殺必死內容絕對是完美達標的。

## 外部連結
- 官方网站（繁體中文）
- 官方网站（简体中文）